# Jerusalemsverein
 (janvier 2024).
Si vous disposez d'ouvrages ou d'articles de référence ou si vous connaissez des sites web de qualité traitant du thème abordé ici, merci de compléter l'article en donnant les références utiles à sa vérifiabilité et en les liant à la section « Notes et références ».
Le Jerusalemsverein (association de Jérusalem) est une association luthérienne-protestante allemande créée pour soutenir les communautés paroissiales luthériennes-protestantes et leurs œuvres en Terre sainte, spécialement en Israël, Palestine et Jordanie, et aussi en Syrie, au Liban et en Égypte.

## Historique
C'est le 21 janvier 1853 que Friedrich Adolph Strauß et Wilhelm Hoffmann fondent cette association à la cathédrale luthérienne-protestante de Berlin. L'association est membre de la fondation protestante de Jérusalem (Evangelische Jerusalemstiftung) qui appartient à l'Église protestante en Allemagne et elle est intégrée à la Société missionnaire de Berlin depuis 1975. Son président est l'évêque poméranien luthérien-protestante Hans-Jürgen Abromeit.

### Les débuts
L'association soutient au départ des œuvres missionnaires en Terre Sainte, alors aux mains de l'Empire ottoman, protégé du futur Empire allemand, comme celle des diaconesses de Jérusalem qui s'occupent de l'école de filles Talitha Kumi ou comme l'orphelinat syrien fondé à Jérusalem par Johann Ludwig Schneller en 1860. L'association s'occupe aussi d'œuvres à Beyrouth, à Alexandrie, au Caire et en Palestine. C'est ainsi qu'une mission luthérienne-protestante est ouverte à Bethléem en 1860 qui devient autonome en 1865. Le premier luthérien-protestante d'origine arabe est formé en 1879 pour la mission allemande de Palestine. Plus d'une cinquantaine de colons allemands habitant Haïfa sont réintégrés en 1886 dans l'Église luthérienne-protestante après avoir fait partie d'une secte protestante proche des anabaptistes, la Société des Templiers, fondée par le propre frère de Wilhelm Hoffmann. La mission de Haïfa comprend une école, une chapelle desservie par un pasteur, une maison paroissiale et une maison communautaire que l'association finance. Le même mouvement se produit à Jaffa en 1889-1890, où d'anciens membres de la Société des Templiers réintègrent l'Église luthérienne-protestante. Ces communautés sont officiellement intégrées à l'Union luthérienne-protestante vieille-prussienne en 1906 et l'association fait construire l'Immanuelkirche (église de l'Emmanuel) à Jaffa. Elle fonde en 1901 une communauté luthérienne-protestante arabophone à Beit Sahour en 1901 et participe au financement d'une nouvelle colonie allemande à Waldheim en Galilée en 1907. L'église se construit à partir de 1914.

### Le mandat britannique
Toutes les propriétés de l'association sont saisies par le mandataire britannique qui occupe la Palestine fin 1917. L'évêque luthérien suédois Nathan Söderblom se fait le porte-parole de ses intérêts auprès des autorités britanniques, mais rien n'y fait. Le traité de Versailles confirmera du reste la confiscation des biens comme réparation de dommages de guerre. Tous les ressortissants allemands sont internés, dont le pasteur de l'association, Eitel-Friedrich von Rabenau, qui est interné à Wilhelma. En août 1918, ils sont transférés en tant qu'ennemis de la nation britannique dans des camps à Sidi Bishr et Herouan près du Caire.
La plupart sont libérés à l'été 1920 et retournent en Palestine, sauf le pasteur von Rabenau, jugé persona non grata par les Britanniques et qui reviendra plus tard. Certains biens sont compensés après le traité de Lausanne de 1925, l'association loue son orphelinat arménien aux mandataires, qui avait été réquisitionné en 1917 et l'école Talitha Kumi retourne à l'association. Gustaf Dalman représente alors les intérêts de la Jerusalemsverein. La majorité de ses pasteurs fait partie de l'Église confessante dans les années 1930 et s'oppose à la mainmise idéologique du pouvoir en place en Allemagne, dont le pasteur von Rabenau qui dénonce depuis 1931 le néopaganisme du national-socialisme. Cependant un certain nombre de membres de la Société des Templiers, essentiellement dans la jeunesse, s'affilient au NSDAP, car ils ne sont pas soutenus moralement et financièrement par les structures protestantes d'Allemagne. Les structures missionnaires sont déchirées par les luttes politiques à la veille de la guerre. Les Allemands sont tous internés ou expulsés pendant la Seconde Guerre mondiale et les trois années d'après-guerre.

### Après 1948
L'État d'Israël nationalise les biens de l'association en 1948.
L'association continue sa mission en Cisjordanie. Une communauté arabophone est fondée en 1958 à Ramallah et une Église luthérienne-évangélique de Jordanie et de Terre Sainte est formée par la suite, avec son siège à Amman.

## Source
- (de) Cet article est partiellement ou en totalité issu de l’article de Wikipédia en allemand intitulé « Jerusalemsverein » (voir la liste des auteurs).